# Dolors Ponsatí i Jovés
Dolors Ponsatí i Jovés (Fonteta, 13 de setembre de 1928 - Palafrugell, 17 d'agost de 2006) fou una llevadora i practicant catalana. Nasqué el 13 de setembre de l'any 1928 al Mas Riera (municipi de Forallac).
La seva tia Catalina ja va ser llevadora durant 70 anys. La seva germana Joaquima també ho va ser. Estudia a la Universitat de Barcelona i abans dels 20 anys, el 1948, es va llicenciar. Va dur a terme la seva activitat professional a diferents poblacions del Baix Empordà: Begur, Pals, Regencós, Mont-ras, Sant Feliu de Boada, Torrent, Palau i des de 1954 a Palafrugell, on desenvolupa la major part de la seva tasca professional. Primer assistint a parts als domicilis particulars i, més tard, a l'Hospital de Palafrugell i al de Palamós.
Fou votada en un procés participatiu realitzat al març del 2010 a Palafrugell, com una de les dones que mereixen donar el seu nom a un carrer. Al mes de març de 2011 el Ple Municipal va aprovar posar el seu nom a una plaça de la població.

## Curiositats
Pel seu primer part va cobrar 200 pessetes.
Josep Pla, a Notes per a Sílvia, volum 26 de la seva Obra completa, parla de Dolors Ponsatí: 
| « | ... Aquesta llevadora de Palafrugell que ve cada dia, faci el temps que faci, al Mas a donar-me dues injeccions intravenoses a l'anca és una persona jove, més aviat grasseta, diligent. És filla de Fonteta, és casada i està motoritzada, ja que es desplaça amb una Vespa. És, per altra part, una persona molt hàbil en aquesta feina; hi té toc. Abans les dones eren melindroses i molt tocades i posades. Ara... Probablement, no ve d'una anca. No havia tingut mai ocasió d'establir una conversa amb una llevadora -llevat, és clar, de la que m'ajudà a néixer, que es deia senyora Isabel, era molt bona persona i ara ja és morta. Però, pel que vaig veien, les llevadores saben moltes coses i molt serioses, perquè les persones casades quan tenen un part en perspectiva els fan moltes confidències. Si aquest dimoni de trombosi de l'artèria m'hagués conservat una mica d'humor, aquesta senyora hauria estat una bona interlocutora. Però la desgràcia de certes situacions fins i tot us porta a perdre l'interès per les llevadores. (Pasqua, 1962)..." | » |